# 塔那那利佛大学
塔那那利佛大学（法語：Université d'Antananarivo），是非洲东南部海岛国家马达加斯加的公立综合性大学，位於首都塔那那利佛东南部的文教区，该校也是马达加斯加成立最早、具有代表性的高等院校。

## 校史沿革
在法屬馬達加斯加于1895年成立后很长一段时间内，法国人虽在马岛建立了不少学校，但马达加斯加并没有属于自己的高等教育机构。塔那那利佛大学就肇始于法国人1955年在首府塔那那利佛成立的高等学院。马尔加什共和国脱离法国独立后，学校于1961年组建了马达加斯加大学，不过学校部分高级教员仍然由法籍人士出任，并使用法语教学、采用法式课程及学制。基于培养急需人才的需要，大学还在该国安齐拉纳纳、菲亚纳兰楚阿、图阿马西纳、图利亚拉及马哈赞加等城市开设了分校，日后这些分校也相继脱离马大，发展成为独立的高等院校。独立初期，该校的教学品質曾在非洲名列前茅，一些非洲国家向该大学派遣过留学生，但在20世纪70年代至80年代马达加斯加民主共和国的统治下，受到其马尔加什化教育政策的影响，学校的正常教学发展受到了一定的负面影响。1988年，学校更名为塔那那利佛大学，校名及建制延续至今。

## 现况
塔那那利佛大学是马达加斯加一所综合性的高等院校，学校格言为马达加斯加语谚语“没有比他父亲做得更好的傻瓜”，2017年，该校亦将格言订为新校歌的标题。学校约有1.4万名在读生，各专业分布在10个系所内，分别是高等師範学校、农学院、苏阿维南德里亚纳高等教育学校、安齐拉贝高等教学校、理学院、塔那那利佛理工学院、经济管理和社会学学院、医学院、法律与政治学院、文学与人文科学学院等。除此之外，学校还有理工研究所、文明・艺术・考古学研究所、地球物理学研究所、能源研究所等数个高等研究机构以及该校同中华人民共和国江西师范大学共建的孔子学院、与天津机电职业技术学院等学校共建的鲁班工坊、韩国世宗學堂財團建立的世宗学堂等培训机构。尽管塔那那利佛大学是马达加斯加创立最早、实力最为雄厚的大学，但受到贫困等因素的影响，不少学生会中途辍学，即使完成所有课程的毕业生中也不乏就业困难者。